# Roger Turner
Roger Felix Turner (Milton, Massachusetts, 3 de março de 1901 – Walpole, Massachusetts, 29 de outubro de 1993) foi um patinador artístico americano, que competiu no individual masculino e nas duplas. Ele conquistou duas medalhas de prata em campeonatos mundiais e foi seis vezes do campeonato nacional americano. Turner disputou os Jogos Olímpicos de Inverno de 1928 e de 1932 terminando na décima e na sexta posições, respectivamente.

## Principais resultados

### Individual masculino
| Resultados                                            | Resultados       | Resultados      | Resultados       | Resultados       | Resultados       | Resultados      | Resultados      | Resultados      | Resultados       | Resultados       | Resultados    | Resultados    | Resultados    | Resultados    |
| Internacional                                         | Internacional    | Internacional   | Internacional    | Internacional    | Internacional    | Internacional   | Internacional   | Internacional   | Internacional    | Internacional    | Internacional | Internacional | Internacional | Internacional |
| Evento/Temporada                                      | 1926– 1927       | 1927– 1928      | 1928– 1929       | 1929– 1930       | 1930– 1931       | 1931– 1932      | 1932– 1933      | 1933– 1934      | 1934– 1935       |                  | 1936– 1937    |               |               |               |
| ----------------------------------------------------- | ---------------- | --------------- | ---------------- | ---------------- | ---------------- | --------------- | --------------- | --------------- | ---------------- | ---------------- | ------------- | ------------- | ------------- | ------------- |
| Jogos Olímpicos                                       |                  | 10.º            |                  |                  |                  | 6.º             |                 |                 |                  |                  |               |               |               |               |
| Campeonato Mundial                                    |                  | 5.º             |                  | Medalha de prata | Medalha de prata | 5.º             |                 |                 |                  |                  |               |               |               |               |
| Campeonato Norte-Americano                            |                  |                 | Medalha de prata |                  |                  |                 |                 |                 |                  | Medalha de prata |               |               |               |               |
| Nacional                                              |                  |                 |                  |                  |                  |                 |                 |                 |                  |                  |               |               |               |               |
| Campeonato dos Estados Unidos                         | Medalha de prata | Medalha de ouro |                  | Medalha de ouro  | Medalha de ouro  | Medalha de ouro | Medalha de ouro | Medalha de ouro | Medalha de prata |                  |               |               |               |               |
|                                                       |                  |                 |                  |                  |                  |                 |                 |                 |                  |                  |               |               |               |               |
| Legenda: Competição não foi disputada nesta temporada |                  |                 |                  |                  |                  |                 |                 |                 |                  |                  |               |               |               |               |

### Duplas com Polly Blodgett
| Resultados                    | Resultados       | Resultados | Resultados | Resultados | Resultados | Resultados | Resultados | Resultados | Resultados | Resultados | Resultados | Resultados | Resultados | Resultados |
| Nacional                      | Nacional         | Nacional   | Nacional   | Nacional   | Nacional   | Nacional   | Nacional   | Nacional   | Nacional   | Nacional   | Nacional   | Nacional   | Nacional   | Nacional   |
| Evento/Temporada              | 1935– 1936       |            |            |            |            |            |            |            |            |            |            |            |            |            |
| ----------------------------- | ---------------- | ---------- | ---------- | ---------- | ---------- | ---------- | ---------- | ---------- | ---------- | ---------- | ---------- | ---------- | ---------- | ---------- |
| Campeonato dos Estados Unidos | Medalha de prata |            |            |            |            |            |            |            |            |            |            |            |            |            |
|                               |                  |            |            |            |            |            |            |            |            |            |            |            |            |            |